# Доњи палеолит
Доњи палеолит је најранији део палеолита, тј. старијег каменог доба. Обухвата раздобље од пре три милиона година (када се јављају први докази о прављењу и коришћењу каменог алата и оруђа од стране хоминина) до пре 300.000 година (када су важне еволуционе и технолошке промене означиле почетак средњег палеолита).
У афричкој археологији временски период отприлике одговара раном каменом добу, са најранијим налазима који датирају пре 3,3 милиона година, технологијом ломеквијског каменог алата, која обухвата технологију каменог алата мода 1, која почиње пре отприлике 2,6 милиона година и завршава се пре између 400 000 и 250.000 година, са технологијом мода 2.
Средњи палеолитик следио је доњи палеолитик. Током њега је забележена појава напреднијих технологија за прављење алата као што су мустеријен. Да ли најраније откриће ватре потиче од хоминина у доњем или средњем палеолитику, остаје отворено питање.

## Галасијан
Доњи палеолит почиње појавом првих камених оруђа на свету. Раније повезан са појавом Homo habilis, пре неких 2,8 милиона година, овај датум је значајно померен због налаза из раних 2000-их, олдовански или Моде 1 хоризонт, који се дуго сматрао најстаријим типом литичке индустрије, сада се сматра да се развио пре око 2,6 милиона година, са почетком гелазија (доњи плеистоцен), вероватно су први користили преци аустралопитека из рода Homo (као што је Australopithecus garhi).
Међутим, још старији алати су касније откривени на једном месту Ломекви 3 у Кенији, 2015. године, датирано пре 3,3 милиона година. Као такви, они би претходили плеистоцену (геласијски) и пали у касни плиоцен (пијачензијан).
Рани чланови рода Homo производили су примитивна оруђа, сврстана под олдованску индустрију, која је остала доминантна скоро милион година, од пре око 2,5 до 1,7 милиона година. Претпоставља се да је Homo habilis живео првенствено од сакупљања отпада, користећи алате за комадање меса са стрвине или за ломљење костију да би извукао срж.
Прелазак са углавном плодоједне или свеједне исхране хоминина Australopithecus ка месоједном стилу живота раних Homo објашњен је климатским променама у источној Африци повезаним са квартарном глацијацијом. Смањење испаравања океана довело је до сушније климе и ширења саване на рачун шума. Смањена доступност воћа стимулисала је неке прото-аустралопитеке да траже нове изворе хране који се налазе у екологији сувље саване. Дерек Бикертон (2009) је до овог периода означио прелазак од једноставних животињских комуникационих система који се налазе код свих великих мајмуна до најранијег облика симболичких комуникационих система способних за померање (односи се на предмете који тренутно нису у оквиру чулне перцепције) и мотивисани потребом да се „регрутују” чланове групе за чишћење великих лешева.
Homo erectus се појавио пре око 1,8 милиона година, преко прелазне врстеHomo ergaster.

## Калабријан
Homo erectus прешао са сакупљања на лов, развијајући ловачко-сакупљачки стил живота који ће остати доминантан током палеолита у мезолит. Отварање нове нише ловачко-сакупљачке егзистенције довело је до низа даљих промена у понашању и физиолошких промена које су довеле до појаве Homo heidelbergensis пре неких 800.000-600.000 година. Као такав, Homo се уздигао у ред свеједних предатора (и вероватно постао хипермесојед пре него што се Homo sapiens поново трансформисао у хипокарниворa). Као активни ловци, дошли су у опозицију са другим, четвороножним предаторима и почели да живе у великим групама.
Homo erectus је мигрирао из Африке и раселио се по Евроазији. Камено оруђе у Малезији је датирано на 1,83 милиона година. Фосил Пекиншког човека, откривен 1929. године, стар је отприлике 700.000 година.
У Европи, олдуванска традиција (позната у Европи као абевилска) поделила се на две паралелне традиције, клактонску, традицију кременских одцепа, и ашелску, традицију ручне секире. У то време развила се лавалуазијенска техника за окресивање кремена.
Носилац из Африке у Европу је несумњиво био Homo erectus. Овај тип људи је јасније повезан са традицијом одцепа, која се проширила по јужној Европи преко Балкана да би се релативно густо појавила у југоисточној Азији. Многа мустеријенска налазишта у средњем палеолиту су снимљена помоћу лавалуазијенске технике, што сугерише да су неандерталци еволуирали од Homo erectus (или, можда, Homo heidelbergensis; погледајте испод).
Монте Погиоло, близу Форлија, Италија, је локација ашелске приобалске индустрије секира која датира од пре 1,8 до 1,1 милиона година.
Појава технологије вербалне и невербалне комуникације услед преласка на групни лов и сакупљање резултирала је експанзијом делова мозга који су повезани са њима, као и већом спознајом због тога што је међусобно повезан. Касније су адаптације понашања на даљи друштвени живот, несигурну дистрибуцију хране (која резултира потребом да се пронађе и обезбеди храна и запамти где се може наћи) и еколошке промене које је донео Homo довели су до даљег ширења мозга у областима решавања проблема, памћења итд, што ултиматно доводи до велике флексибилности понашања, високо ефикасне комуникације и еколошке доминације човечанства. Биолошке преадаптације великих мајмуна и ранијих примата омогућиле су да се мозак троструко прошири у року од само 2 до 2,3 милиона година од плеистоцена, као одговор на све сложенија друштва и променљива станишта.

## Средњи плеистоцен
Појава Homo heidelbergensis пре око 600.000 година најављује низ других нових сорти, као што су Homo rhodesiensis и Homo cepranensis пре око 400.000 година. Homo heidelbergensis је кандидат за први развој раног облика симболичког језика. Отворено је питање да ли контрола ватре и најранија сахрањивања датирају из овог периода или се појављују само током средњег палеолита.
Такође, у Европи се појавио тип човека који је био посредник између Homo erectus и Homo sapiens, понекад обухваћен под архаичним Homo sapiens, за кога су типични фосили као што су они пронађени у Свонскомбу, Штајнхајму, Таутавелу и Вертесзолосу (Homo palaeohungaricus). У истом периоду потиче и традиција ручне секире. Посредник је можда био Homo heidelbergensis, који се сматра одговорним за производњу побољшаних типова ашелског алата Мода 2 у Африци, након периода од пре 600.000 година. Клесани алати и секире коегзистирали су у Европи, понекад на истом месту. Традиција секире се, међутим, проширила на различити опсег на истоку. Оне се појављују у Арабији и Индији, мада се не појављују у југоисточној Азији.

## Прелаз у средњи палеолит
Од пре око 300.000 година, чини се да технологија, друштвене структуре и понашање постају сложенији, са литиком припремљене технике, најранијим примерима сахрањивања и променама ловачко-сакупљачких образаца егзистенције. Homo sapiens се први пут појавио пре око 300.000 година, о чему сведоче фосили пронађени у Џебел Ирхуду у Мароку.

## Доње палеолитско доба по регионима
Индија
Гај Елкок Пилгрим, британски геолог и палеонтолог, открио је 1,5 милиона година старе праисторијске људске зубе и део вилице што указује да су древни људи, интелигентни хоминини који датирају још од 1.500.000 година пре ашелског периода, живели у региону Пинџоре близу Чандигара. Кварцитно оруђе из периода доњег палеолита ископавано је у региону од Пинџоре у Харјани до Налагарха (област Солан у Химачал Прадешу).